# 承久之亂
承久之亂（日语：／），也稱作承久之變、承久合戰。是日本鎌倉時代承久3年（1221）後鳥羽上皇為打倒鎌倉幕府执权北条義時而發動的一場戰爭。
雖然是由天皇親自宣旨討伐，但由於北条義時及其姊北条政子成功將御旨轉化為對東國御家人全體的攻擊，反而得到御家人們的協助而反攻朝廷，最終朝廷失敗，事件被定義是「御謀反」，後鳥羽上皇被以謀反罪名遭配流隱岐，其他皇族也多被流放或罷黜。此役之後，鎌倉幕府取得了絕對權勢，朝廷權力旁落，而幕府亦在京都設置監視朝廷的六波羅探題，甚至擁有決定继承顺位等的影響力。
在鎌倉幕府滅亡后，除了南北朝時代期間，武家政權（室町幕府、織田政權、豐臣政權、江戶幕府等）仍然保持對朝廷的壓倒性控制及影響力，直到600多年後的大政奉還爲止。

## 背景
源平合戰期間，平家攜帶三神器逃離京都，後，三神器之一的天叢雲劍遺失於壇之浦之戰中。故後鳥羽上皇在位期間，夜御殿並無神劍。建曆2年(1212)，後鳥羽上皇派遣人手至九州搜尋神劍，最終無功而返。攝關家出生的當代僧人慈圓曾表示，神劍之所以會遺失，係因武士作為保衛朝廷的軍事力量而出現，幕府代替神劍，故朝廷與幕府應齊心方能治國(權門體制)。
建永元年(1206)前後，後鳥羽上皇於御所西面增設直屬於院的武士(西面武士)，其中構成要員大多為幕府的在京御家人。之後幾年，後鳥羽上皇多次出動西面武士鎮壓寺院的強訴。
建保7年(1219)1月27日，鎌倉幕府三代將軍源實朝遭到暗殺身亡。雖然於建保6年(1218)，幕府與朝廷已約定由雅成親王或頼仁親王作為源實朝的後繼者東下鎌倉，然而後鳥羽上皇突然反悔，拒絕親王下向，並且要求撤銷攝津國長江莊與椋橋莊的地頭職；對此，幕府派遣北條時房率領1000騎上京，表示拒絕撤銷上述兩處地頭，並請求親王東下。最終，朝廷與幕府達成妥協，由既有藤原北家九條流血統，又是鎌倉幕府初代將軍源賴朝遠親的三寅(之後的四代將軍藤原賴經)下向鐮倉。
承久元年(1219)7月，後鳥羽上皇命在京御家人與西面武士追討大内守護源頼茂，此事件造成許多內裏殿舍遭到燒毀。後鳥羽上皇追討源頼茂的原因眾說紛紜，《吾妻鏡》認為源頼茂之子源賴氏違背後鳥羽上皇的旨意；仁和寺《承久三、四年日次記》認為源賴茂有謀反之心；《愚管抄》認為源賴茂覬覦征夷大將軍之位；古活字本《承久記》則表示源賴茂為源氏一門，此為後鳥羽上皇倒幕的第一步。後鳥羽上皇下令向全國徵收重建宮殿的費用，但不分國司、領家、地頭，各地皆出現拒絕繳稅之情形。

## 上皇舉兵
承久3年(1221)4月20日，順德天皇讓位予懷成親王(之後的仲恭天皇)。4月28日，後鳥羽上皇召集畿內近國武士1000餘騎於院御所高陽院。5月14日，後鳥羽上皇幽禁親幕派公卿西園寺公經、實氏父子(西園寺公經為幕府四代將軍藤原賴經的祖父)。而為了試探幕府於京都的勢力，後鳥羽上皇召見伊賀光季及大江親廣兩位京都守護；伊賀光季不予理會，大江親廣則應情事所迫加入後鳥羽上皇陣營。5月15日，三浦胤義、佐佐木廣綱等800餘騎襲擊伊賀光季住所，將之誅殺。
承久3年(1221)5月15日，後鳥羽上皇向三浦氏、武田氏、小山氏等幕府有力御家人發布追討幕府執權北條義時的院宣，並向五畿七道御家人、守護、地頭等發布追討北條義時的官宣旨。院宣及官宣旨的發放託付予後鳥羽上皇的下部押松，其於5月16日寅時離開京都。同樣是5月15日，三浦胤義派遣使者至其兄三浦義村處，勸誘其倒戈；伊賀光季及西園寺公經的使者也先後趕赴鐮倉，報告京都的消息。5月19日，三浦義村接見完其弟的使者後，立即前往北條義時處，提議逮捕押松。爾後，幕府抓捕押松，成功阻斷院宣及官宣旨的傳播。
承久3年(1221)5月19日，御家人群聚於北條政子宅邸，北條政子成功將朝廷追討北條義時一人，轉換概念，轉變為對幕府的攻擊，說服御家人團結。

## 戰事經過

### 幕府應對
《吾妻鏡》承久3年(1221)5月19日條記載，幕府就如何應對追討一事展開評議。原先，眾人決定固守東海道箱根、足柄；但幕府元老大江廣元表示應盡速出兵京都，以免戰事拉長使東國武士內部立場分裂，北條政子也同意率先出擊。北條義時命東海道、東山道的御家人作好出戰準備，並派遣北條朝時前往北陸道。
承久3年(1221)5月21日，一條賴氏(源賴朝妹婿一條能保之孫)前往鎌倉，向幕府告知京都的消息。御家人此時又出現動搖的聲音，表示不應該貿然出擊；但大江廣元認為為避免夜長夢多，不應繼續拖延下去，即便只有北條泰時一人，也要立即出擊，另一幕府元老三善康信也持相同觀點。5月22日卯時，北條泰時等18騎率先出征，後，北條時房、足利義氏、三浦義村等人陸續出征；北條義時等人則留守鐮倉，於鶴岡八幡宮等地祈福戰事順利。《吾妻鏡》承久3年(1221)5月25日條記載，東國武士響應幕府號召，軍隊總數足有19萬騎。
《吾妻鏡》承久3年(1221)5月25日條記載幕府軍陣
- 東海道軍10萬餘騎。大將為北條時房、北條泰時、北条時氏、足利義氏、三浦義村、千葉胤綱（日语：千葉胤綱）。
- 東山道軍5萬餘騎。大將為武田信光、小笠原長清（日语：小笠原長清）、小山朝長（日语：小山朝長）、結城朝光（日语：結城朝光）。
- 北陸道軍4萬餘騎。大將為北條朝時、結城朝廣（日语：結城朝広）、佐佐木信實（日语：加地信実）。

### 尾張川之戰
承久3年(1221)5月26日，朝廷收到幕府軍向京都襲來的軍報。6月1日，押松返回京都，並報告歸途中所見到無數的東國武士；聽聞後朝廷人人自危。6月3日，朝廷決定以藤原秀康為總大將，率領院近臣武士、在京御家人、西面武士及美濃、尾張武士，於美濃國抵禦幕府東海道軍及東山道軍；朝廷並派遣糟屋有久、宮崎定範、仁科盛遠等人率領約7000騎前往北陸道抵禦幕府軍。藤原秀康決定將手中約1萬2000騎兵分12處，扼守墨俣、摩免戶等木曾川、長良川及揖斐川上的渡口。慈光寺本《承久記》記載，山田重忠向藤原秀康兄弟藤原秀澄建議，應集中全部兵力於墨俣，並主動出擊，先擊破北條時房、北條泰時，再向鐮倉進發追討北條義時，然藤原秀澄因擔心遭東海道軍與東山道軍夾擊而拒絕其建議。6月5日，幕府東海道軍與東山道軍於尾張國一宮會合，商討作戰對策。
承久3年(1221)6月5日，東山道軍擊破固守大井戶渡的大内惟信等人，並向下游鵜沼渡進軍。後，朝廷軍駐守的渡口也陸續被幕府軍攻陷。防禦主戰場摩免戶的藤原秀康、三浦胤義等見情勢不利，也向後撤退。雖然山田重忠、源翔、鏡久綱等人奮勇殺敵，但次日朝廷軍防線全面崩潰，固守墨俣的藤原秀澄也撤軍，尾張川之戰以朝廷軍大敗收場。
北陸道方面，承久3年(1221)6月8日，幕府軍與朝廷軍於越中國般若野莊交鋒，幕府軍勝利。

### 宇治・瀬田攻防
承久3年(1221)6月8日，藤原秀康返回京都，報告戰敗消息。當天傍晚，後鳥羽上皇親赴比叡山，欲拉攏延曆寺，派遣僧兵為其效力，但延曆寺於隔日拒絕，只有少數惡僧加入朝廷軍。6月10日，後鳥羽上皇解除對西園寺公經、實氏父子的幽禁。朝廷軍趕赴京都周邊的宇治、瀬田等地布陣，坊門忠信、一條信能等公家及熊野、奈良的惡僧也參戰，總兵力約2萬騎。而幕府軍也兵分多路，北條時房出兵瀬田，北條泰時出兵宇治，毛利季光出兵芋洗，三浦義村出兵淀渡。
承久3年(1221)6月12日，北條時房向瀬田進軍，然遭到山田重忠與延曆寺惡僧頑強抵抗，只得暫時停止進攻。6月13日，足利義氏等御家人在沒有告知北條泰時的情況下，突襲宇治，遭到朝廷軍箭雨的阻擊，北條泰時下令暫時撤軍。6月14日，幕府軍於宇治打出破口，藤原朝俊、八田知尚、小野成時等人試圖重新建立防線，但先後戰死，其他戰區幕府軍也都傳來捷報，藤原秀康、小野盛綱等朝廷軍武士紛紛棄陣往京都撤退，幕府軍也向京都進軍。
《吾妻鏡》承久3年(1221)6月15日條記載，藤原秀康、三浦胤義等人向後鳥羽上皇報告戰敗的結果。慈光寺本《承久記》記載，6月14日半夜，三浦胤義、山田重忠、源翔等人參見後鳥羽上皇，三浦胤義表示其會固守院御所，作最後一戰，然後後鳥羽上皇竟回覆說三浦胤義等人固守於此只會使東國武士攻擊此處，故命其離去；三浦胤義聽聞後大吃一驚，並對自己受後鳥羽上皇勸誘加入其陣營一事後悔不已。後，三浦胤義前去尋找其兄三浦義村，欲藉其手終結自身性命；雙方在東寺相會，三浦胤義不敵三浦義村旗下武士，敗走，與兒子自盡身亡。山田重忠、源翔等人也展開最後的奮鬥，與進京的東國武士廝殺，不敵，紛紛自殺身亡。

## 戰後

### 幕府軍進京
承久3年(1221)6月15日，北條時房、北條泰時等人進京。《吾妻鏡》承久3年(1221)6月15日條記載，小槻國宗作為後鳥羽上皇的勅使，奉院宣與北條泰時會面，院宣內容表示此次大亂並不是後鳥羽上皇的意志，而是由企圖謀反的“謀臣”所發起。後鳥羽上皇想藉此迴避其責任，將禍亂起因轉嫁予他人。仁和寺《承久三、四年日次記》同日條記載，小槻國宗與幕府方會面，宣布包括撤回對北條義時追討的院宣、禁止在京都作亂等內容。後，北條時房、北條泰時、三浦義村等人進駐幕府於京都的據點六波羅，整頓亂後的京都，進行對朝廷軍殘黨的抓捕、東國武士功勳的判定、朝廷人事的異動等工作。

### 敗戰者處置
支持後鳥羽上皇追討北條義時，被視為「合戰張本公卿」的葉室光親、源有雅、葉室宗行、高倉範茂、坊門忠信、一條信能等人則分別於承久3年(1221)6月24日及25日被移送至六波羅監管，隨後幕府將上述公卿護送至關東，然而多數公卿皆在前往關東的路上被斬首，坊門忠信則因其為幕府三代將軍源實朝御台所・坊門信子之兄而改處以流刑。7月1日，既為御家人又是西面武士的後藤基清、五條有範、佐佐木廣綱、大江能範遭幕府梟首。
承久3年(1221)7月8日，後鳥羽上皇同母兄・守貞親王作為治天之君開始院政；隔日，朝廷舉行仲恭天皇讓位予守貞親王之子・茂仁親王(後來的後堀河天皇)的儀式。7月13日，後鳥羽上皇被流放至隱岐島。7月20日，支持後鳥羽上皇追討北條義時的順德上皇被流放至佐渡島。7月24日，雅成親王被流放至但馬國。7月25日，頼仁親王被流放至備前國。土御門上皇並未參與後鳥羽上皇的計畫，然其於閏10月10日被流放至土佐國，後改為離京都較近的阿波國；《吾妻鏡》承久3年(1221)閏10月10日條記載，土御門上皇是自願被流放。承久之亂後，治天之君遭幕府處以流刑，天皇、院的人事權被幕府掌控。
九條道家雖為幕府四代將軍・藤原賴經之父，且在承久之亂中保持中立，然其與後鳥羽上皇的關係較為親近，故由近衛家實代替其出任攝政。西園寺公經則在幕府的支持下，於承久3年(1221)閏10月出任內大臣，負責朝幕間的交涉。依附後鳥羽上皇，以院近臣身分而崛起的一条家 (中御門流)、坊門家、高倉家也因後鳥羽上皇遭到流放而跟著失勢。
敗戰武士方面，藤原秀康、秀澄兄弟黨逃亡至河內國，於承久3年(1221)10月6日被幕府抓捕，遣送至六波羅斬首。大江親廣於宇治・瀬田之戰後，撤退至逢坂關東部的關寺時，行蹤不明，有一說認為大江親廣逃亡至其於出羽國的所領・寒河江莊。鎌倉幕府源氏一門(御門葉)中的大内惟信，於寬喜2年(1230)12月在比叡山被幕府逮捕，流放至西國。幕府淡路、阿波守護・佐佐木經高、佐佐木高重父子於承久之亂時加入後鳥羽陣營，前者於戰後自盡，後者則被幕府誅殺。而原先為幕府御家人，然於承久之亂時加入後鳥羽上皇陣營的河野通信、和田朝盛等人也相繼被逮補。
朝廷軍的僧侶也遭受幕府處分。院近臣出生的羽黑山總長吏・尊長於嘉祿3年(1227)6月被捕，後自盡。熊野、比叡山惡僧也相繼被捕。

### 整頓西國
承久之亂後，北條氏常駐六波羅，後衍伸為幕府指揮西國守護及御家人的駐外機構-六波羅探題。幕府沒收在京御家人的西國守護職，重新分配予東國御家人，例如於宇治・瀬田之戰表現活躍的佐佐木信綱(鎌倉時代)代替其兄長佐佐木廣綱成為近江守護；和泉國與紀伊國的守護職原先因涉及到後鳥羽上皇熊野參拜的開銷於承元元年(1207)遭廢除，承久之亂後重新設立。支持後鳥羽上皇之貴族、武士所持有之3000餘處土地也遭到幕府沒收，賞賜予東國御家人；新取得土地的地頭(新補地頭)與原先舊有土地的地頭(本補地頭)實行不同的收益原則，史稱新補率法。

## 史料

### 歴史書
- 『愚管抄』 - 天台宗僧侶慈圓所著的史論書。
- 『吾妻鏡』 - 鎌倉幕府半官方史書。

### 軍記物
- 『承久記（日语：承久記#諸本）』

### 歴史物語
- 『六代勝事記（日语：六代勝事記）』
- 『增鏡』